# آلن سانديغ
آلن ريكس سانديغ (بالإنجليزية: Allan Sandage)‏ عالم فلك أمريكي وعضو الجمعية الملكية (18 يونيو 1926 – 13 نوفمبر 2010) اختير عضوًا فخريًا في مراصد كارينغي في باسادينا، كاليفورنيا. اشتهر بتوصله إلى أول قيمة دقيقة معقولة لقانون هابل وعمر الكون. اكتشف أيضا أول نجم زائف.

## حياته المهنية
كان سانديغ واحدا من أكثر علماء الفلك تأثيرا في القرن 20. تخرج من جامعة إلينوي في عام 1948. وفي عام 1953 حصل على درجة الدكتوراه من معهد كاليفورنيا للتكنولوجيا. عالم الفلك الألماني المولد فالتر بادي كان مستشاره. خلال هذا الوقت كان سانديغ طالب مساعد دراسات عليا في لعالم الكونيات إدوين هابل. واصل برنامج بحوث هابل بعد وفاة هابل في عام 1953. وفي عام 1952 هز فالتر بادي العالم الفلكي بإعلانه عن تحديده لاثنين من نجوم متغير قيفاوي النجوم في مجرة المرأة المسلسلة، أدت إلى مضاعفة تقدير عمر الكون من 1.8 إلى 3.6 مليار سنة.

## وصلات خارجية
- Bruce Medalist page on Allan Sandage
- Allan Sandage directory page at the IAU
- Allan Sandage page at The Carnegie Observatories
- Rowan-Robinson، Michael (2011). "Obituaries: Allan Rex Sandage". Physics Today. ج. 64 ع. 6.[وصلة مكسورة]